# Dëgtevo
Dëgtevo (in russo Дёгтево?) è una sloboda della Russia europea.